# Epidemie žloutenky v Československu 1979
Epidemie žloutenky typu A v Československu byla epidemie viru HAV a onemocnění hepatitidou typu A, které způsobuje. Propukla 2. července 1979, zasáhla 34 tisíc lidí a byla zvládnuta zhruba do půl roku.

## Průběh epidemie
Epidemie propukla v Severomoravském kraji 2. července 1979, zdrojem byla výroba jahodových nanuků. V první vlně se v okresech Nový Jičín, Šumperk a Opava potvrdilo více než 1000 nakažených, nejčastěji dětí mezi 6 a 9 lety. Epidemie se s nanuky rychle rozšířila i do dalších okresů po celém Československu. Postupně se nakazilo 34 tisíc lidí, nejčastěji dětí ve věku 10 až 14 let.

## Identifikace nákazy
Při první vlně si epidemiologové nevěděli rady s určením příčiny a podezírali různé výrobky jako byly mléčné výrobky, mořské ryby nebo maso. Po první a druhé vlně, kdy se ukázalo, že epidemií jsou zasaženy hlavně děti, hygienici dokázali identifikovat skutečný zdroj nákazy. Tím byly jahodové nanuky vyráběné z infikovaných jahod dovezených z Polska. Hygienici dokázali spojit šíření žloutenky s distribučními trasami těchto nanuků. Tehdy v Polsku proběhla taktéž epidemie žloutenky, přičemž ovoce bylo běžně hnojeno lidskými fekáliemi. Tak se dostala kontaminace na jahody, které rovnou bez tepelné úpravy zmražené putovaly do Československa k výrobě nanuků. Virus tak zůstal živý.

## Opatření
Preventivně byla zavedena povinná sterilizace ovocných příměsí do mražených výrobků. Došlo k omezení rekreačních aktivit jako byly třeba dětské tábory nebo kempy, a k důsledným kontrolám potravin. Ve školách došlo k přísným opatřením a byly monitorovány děti, které mohly přijít do kontaktu se žloutenkou. Epidemie v důsledku vedla ke zpřísnění hygienických standardů a k lepšímu sledování přenosných nemocí.

## Řešení situace
O epidemii se příliš nepsalo, což odpovídalo tehdejší době. Bylo tehdy jakési informační embargo. Epidemii tak provázel informační chaos, rodiny často neměly zprávy o svých nemocných blízkých, takže netušily, jak zle na tom jsou. Někdy ani nevěděly, kde jejich příbuzní leží. Mezi lidmi tak propukla hysterie. Protože neexistuje příliš oficiálních pramenů té doby, lze čerpat především od pamětníků.
Díky tomu je znám například průběh v Jihlavě. Tam nemocnice přijímala dle svých záznamů 90 případů denně, těžké případy nechávala v nemocnici, pro lehčí případy byly zřízeny provizorní nemocnice. Jednu zřídili z ozdravovny v Kostelci, druhou ze základní školy v Třešti. Jen díky pečlivému psaní kroniky jejím ředitelem je možné si představit, co se tam dělo. Delegace jihlavské nemocnice, okresního a městského národního výboru přijela do školy 6. července 1979, zhodnotili stav a učitelé a zaměstnanci školy byli povoláni z dovolených, aby pomohli s přeměnou školy. 13. července už škola přijímala pacienty. Na vrcholu epidemie zde leželo až 300 pacientů. Ze žáků školy onemocněla čtvrtina, 190 dětí. Pacienti si s sebou nesměli do provizorní nemocnice nic vzít a z domova směli od příbuzných dostávat pouze med s křenem, což byla součást léčby. Provizorní nemocnice fungovala do 24. srpna 1979, potom byl opět povolán personál školy a došlo k vymalování a dezinfekci, která byla ve škole ještě dlouho cítit.
Nemocnice zřizovaly provizorní infekční oddělení i jinde v republice a situaci komplikovalo i to, že začala docházet očkovací látka. Přesto hygienici s lékaři zvládli nákazu zlikvidovat během zhruba půl roku od vypuknutí.
Epidemie se projevila i v hospodářství, kdy se řada lidí nemohla po dobu rekonvalescence účastnit pracovního procesu, navíc si obrovské náklady vyžádala léčba.